# Station Prabuty
Station Prabuty is een spoorwegstation in de Poolse plaats Prabuty.